# Pannwitz (Kreis Heiligenbeil)
Pannwitz war ein Ort im Kreis Heiligenbeil in Ostpreußen. Seine Ortsstelle befindet sich heute im Munizipalkreis Rajon Bagrationowsk (Stadtkreis Preußisch Eylau) in der russischen Oblast Kaliningrad (Gebiet Königsberg (Preußen)).

## Geographische Lage
Die Ortsstelle von Pannwitz liegt im südlichen Westen der Oblast Kaliningrad, 16 Kilometer nordöstlich der früheren Kreisstadt Heiligenbeil (russisch Mamonowo) bzw. 34 Kilometer nordwestlich der heutigen Rajonshauptstadt Bagrationowsk (deutsch Preußisch Eylau). 

## Geschichte
Prempynen, das Gut mit einem Park, wurde 1408 erstmals offiziell genannt. Nach 1408 hieß es Primpynen, nach 1437 Primpin, vor 1600 Pannwiz, nach 1620 Panewitz und nach 1685 Pannwitz. Als Gutsbezirk kam Pannwitz 1874 zum neu errichteten Amtsbezirk Laukitten (russisch Bolschedoroschnoje) im ostpreußischen Kreis Heiligenbeil, und im Jahre 1910 zählte er 58 Einwohner.
Am 30. September 1928 verlor der Gutsbezirk Pannwitz seine Eigenständigkeit, als der sich mit dem Gutsbezirk Grünwiese (russisch Berjosowka) zur neuen Landgemeinde Grünwiese zusammenschloss.
Mit dem gesamten nördlichen Ostpreußen kam Pannwitz 1945 in Kriegsfolge zur Sowjetunion. Danach verliert sich seine Spur, denn ein russischer Name oder eine Zuordnung zu einem Dorfsowjet sind nicht bekannt. Der Ort gilt als untergegangen. Seine Ortsstelle gehört zum Rajon Bagrationowsk (Stadtkreis Preußisch Eylau) in der Oblast Kaliningrad (Gebiet Königsberg (Preußen) der Russischen Föderation).

## Religion
Pannwitz war bis 1945 in das evangelische Kirchspiel der Kirche Bladiau (russisch Pjatidoroschnoje) in der Kirchenprovinz Ostpreußen der Kirche der Altpreußischen Union eingepfarrt.

## Verkehr
Die kaum noch wahrnehmbare Ortsstelle von Pannwitz ist von Berjosowka (Grünwiese) aus auf einem Landweg zu erreichen.